# Dorylaea bryanti
Dorylaea bryanti är en kackerlacksart som beskrevs av Andrew Nelson Caudell 1927. Dorylaea bryanti ingår i släktet Dorylaea och familjen storkackerlackor. Inga underarter finns listade i Catalogue of Life.